# Tuffi ai campionati mondiali di nuoto 1982
I concorsi dei tuffi ai campionati mondiali di nuoto 1982 si sono svolti a Guayaquil in Ecuador. 

## Podi

### Donne
| Evento                      | Oro          | Punteggio | Argento           | Punteggio | Bronzo         | Punteggio |
| Trampolino 3 m (dettagli)   | Megan Neyer  | 501,03    | Christina Seufert | 490,02    | Peng Yuanchuan | 482,10    |
| Piattaforma 10 m (dettagli) | Wendy Wyland | 438,78    | Ramona Wenzel     | 417,99    | Zhou Jihong    | 399,78    |

### Uomini
| Evento                      | Oro           | Punteggio | Argento           | Punteggio | Bronzo                      | Punteggio |
| Trampolino 3 m (dettagli)   | Greg Louganis | 752,67    | Sergej Kuz'min    | 636,15    | Aleksandr Stalievič Portnov | 631,56    |
| Piattaforma 10 m (dettagli) | Greg Louganis | 634,26    | Uladzimir Alejnik | 629,85    | Bruce Kimball               | 619,68    |

## Medagliere
| Pos.   | Paese            | Oro | Argento | Bronzo | Totale |
| ------ | ---------------- | --- | ------- | ------ | ------ |
| 1      | Stati Uniti      | 4   | 1       | 1      | 6      |
| 2      | Unione Sovietica | 0   | 2       | 1      | 3      |
| 3      | Germania Est     | 0   | 1       | 0      | 1      |
| 4      | Cina             | 0   | 0       | 2      | 2      |
| Totale | Totale           | 4   | 4       | 4      | 12     |